# Gaultheria thymifolia
Gaultheria thymifolia är en ljungväxtart som beskrevs av Otto Stapf och Airy Shaw. Gaultheria thymifolia ingår i släktet Gaultheria och familjen ljungväxter. Inga underarter finns listade i Catalogue of Life.